# Beatrice di Savoia (contessa di Provenza)
Beatrice di Savoia (1206 – 1266) fu contessa consorte di Provenza dal 1220 e contessa consorte di Forcalquier dal 1222 al 1245.

## Origine
Secondo il documento nº 49 del Peter der Zweite Graf von Savoyen, Markgraf in Italien, sein Haus und seine Lande, dello storico, Ludwig Wurstenberger, era figlia del Conte di Savoia, d'Aosta e di Moriana, Tommaso I (1177 – 1233) e della moglie, Margherita o forse Beatrice, che secondo la Chronica Albrici Monachi Trium Fontium era figlia del Conte di Ginevra, Guglielmo I e della signora di Faucigny, Beatrice.
Tommaso I di Savoia era l'unico figlio maschio dell'ottavo Conte di Savoia e Conte d'Aosta e Moriana e marchese d'Italia, Umberto III, detto il Santo (come risulta dal documento a pag 101 del Documenti, sigilli e monete di Luigi Cibrario e Domenico Casimiro Promis, copia dell'originale dell'archivio abbaziale di San Maurizio) e, come ci conferma la Chronica Albrici Monachi Trium Fontium della sua quarta moglie, Beatrice di Mâcon († 1230), di Gerardo I, conte di Mâcon e di Vienne e di Maurette de Salins, figlia del signore di Salins, Gaucher IV e della moglie di cui non si conoscono né il nome né gli ascendenti.

## Biografia
Beatrice sposò il 20 dicembre 1220 Raimondo Berengario IV, conte di Provenza (1198 – 1245), come risulta dalla cronaca del monaco benedettino inglese Matteo Paris (1200 – 1259), quando descrive il matrimonio della figlia Eleonora con il re d'Inghilterra, Enrico III. La promessa di matrimonio (fidanzamento) era stata redatta a Dronero, il 5 giugno 1219, dove, secondo il documento nº 49 del Peter der Zweite Graf von Savoyen, Markgraf in Italien, sein Haus und seine Lande, dello storico, Ludwig Wurstenberger, fissata la dote, si impegnava a sposare Beatrice, il conte di Provenza ed erede della contea di Forcalquier, Raimondo Berengario IV, che secondo la Historia Comitum Provinciae era l'unico figlio maschio del consorte dell'erede della contea di Forcalquier e conte di Provenza, Alfonso II e di sua moglie, Garsenda di Sabran, figlia del Signore di Caylar e d'Ansouis, Raniero († dopo il 1209) appartenente alla famiglia de Sabran e di Garsenda di Forcalquier ( - prima del 1193), l'unica figlia del Conte di Forcalquier, Guglielmo IV d'Urgell e di Adelaide di Bezieres, di cui non si conoscono gli ascendenti.
Raniero de Sabran era figlio di Rostaing II de Sabran (1105 - 1180) e della sua seconda moglie, Roscie di Caylar, figlia di Raniero, signore d'Uzès e di Le Caylar e della moglie, Beatrice, di cui non si conoscono gli ascendenti.
Dopo il suo arrivo in Provenza, Beatrice trasformò la corte di Aix-en-Provence in una delle più celebri in Europa.
Nel 1234 Beatrice divenne suocera del re di Francia, Luigi IX, che nel 1226 era succeduto al padre Luigi VIII, per il matrimonio, della figlia maggiore, Margherita, celebrato il 27 maggio, con il nuovo re di Francia, come riportato dal Vincentii Bellovacensis Memoriale Omnium Temporum.
Nel 1235 il re d'Inghilterra, Enrico III, chiese la mano della secondogenita di Beatrice e Raimondo Berengario, Eleonora, attraverso la mediazione del fratello di Beatrice, Amedeo IV di Savoia;
l'accordo di matrimonio è ricordato nel documento nº 96 del Peter der Zweite Graf von Savoyen, Markgraf in Italien, sein Haus und seine Lande, dello storico, Ludwig Wurstenberger.
Il matrimonio fu celebrato il 14 gennaio 1236 ed ebbe la conseguenza di portare alla corte inglese diverse personalità savoiarde che arrivarono a coprire posti di riguardo, tra cui i suoi fratelli di Amedeo ed Eleonora, Pietro, Conte di Richmond e Bonifacio, Arcivescovo di Canterbury.
Raimondo Berengario IV, come riportato dagli Annales Sancti Victoris Massilienses, morì il 19 agosto 1245, nei pressi di Aix-en-Provence; anche l'Obituaire du Chapitre de Saint-Mary de Forcalquier ne riporta la morte e ricorda che una processione in sua memoria doveva essere fatta tutti gli anni alla chiesa di Saint-Mary de Forcalquier.
Alla sua morte, Raimondo Berengario IV, come da suo testamento (come ci conferma il documento riportato a pagina 485 del Matthæi Parisiensis, Monachi Sancti Albani, Chronica Majora, vol IV, lasciò i titoli di contessa di Provenza e Forcalquier alla figlia più giovane, non ancora sposata, Beatrice. Il testamento redatto da Raimondo Berengario IV, il 20 giugno 1238 a Sisteron, si trova nelle Layettes du Trésor des Chartes, vol. II, contrassegnato come documento nº 2719.
Dopo la morte del marito la figlia minore Beatrice, donna di rara bellezza, divenne una delle più attraenti ereditiere dell'Europa medievale. Numerosi pretendenti ambivano alla sua mano, tra i quali, il conte di Tolosa, Raimondo VII e il re della corona d'Aragona, Giacomo I; la madre, temendo che potesse essere rapita, la rinchiuse in una fortezza garantita dalla fedeltà della gente di Provenza e si recò da Papa Innocenzo IV in cerca di protezione. Nel corso del mese di dicembre del 1245 vi furono in Cluny incontri segreti fra papa Innocenzo IV, Luigi IX di Francia, il fratello minore, Carlo d'Angiò, e la loro madre Bianca di Castiglia. Fu deciso che in cambio della protezione (militare) di Luigi IX, il papa avrebbe appoggiato il matrimonio tra Carlo d'Angiò e Beatrice di Provenza, ma la Provenza non sarebbe mai andata alla Francia direttamente tramite Carlo. Si concordò che se Beatrice e Carlo avessero avuto figli, la Provenza sarebbe spettata a loro, in caso contrario sarebbe andata a Sancha di Provenza (terza figlia di Raimondo e Betrice) ed in caso di premorienza di quest'ultima, sarebbe andata al re di Aragona. Beatrice di Savoia, alla quale fu concesso l'usufrutto del territorio fino alla sua morte, acconsentì alle nozze della figlia con Carlo d'Angiò.
Secondo l'ultima regina d'Italia, Maria José, a pag 40, del suo libro La Maison de Savoie, Les Origines, Le Comte Vert, Le Comte Rouge Beatrice lasciò la Provenza e si ritirò a Echelles in Savoia, in seguito a un litigio col cognato Carlo d'Angiò.

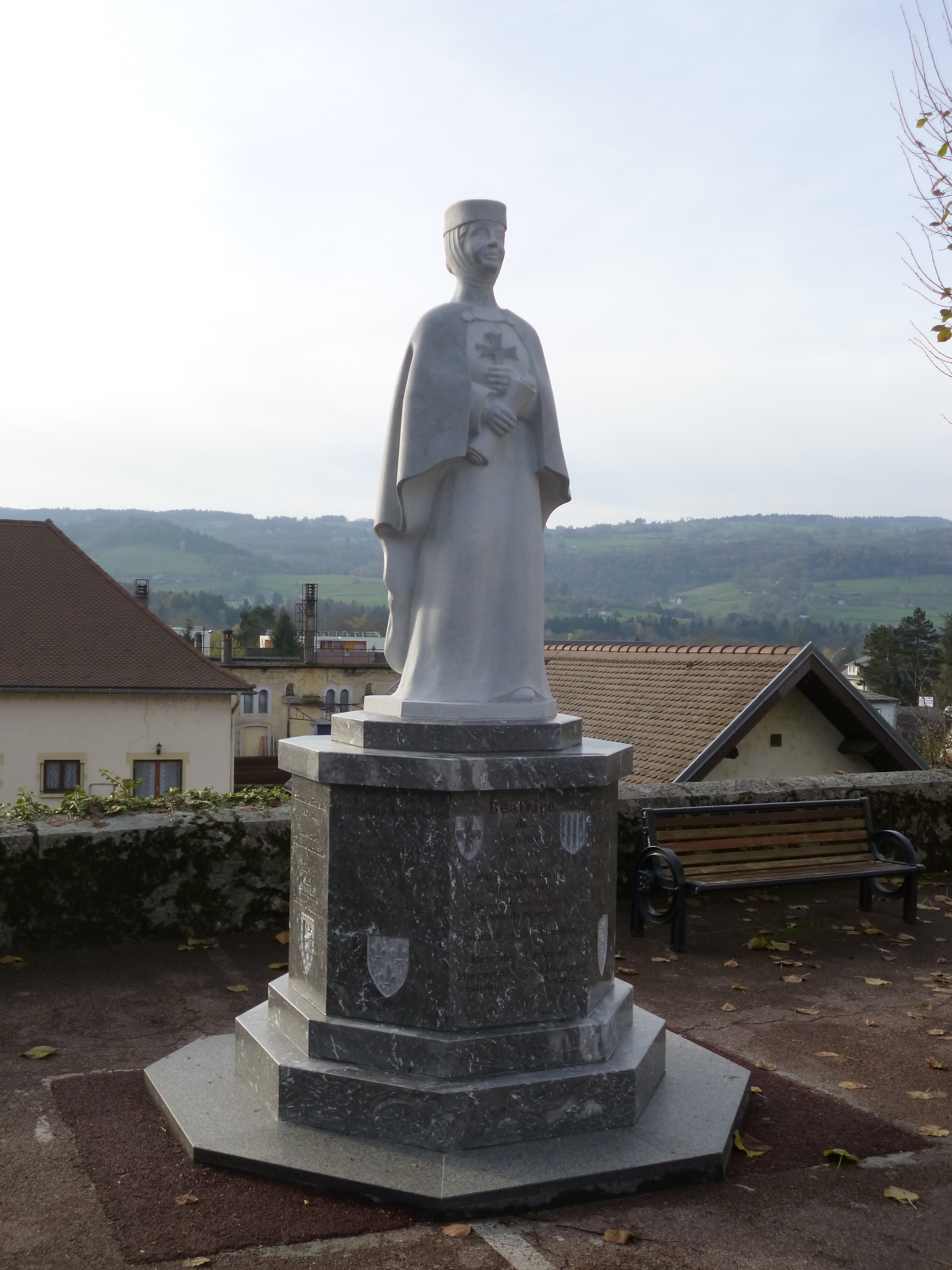
Statua di Beatrice di Savoia (Les Échelles, Savoia).

Beatrice, malata, ma sana di mente  (infirma corpore, tamen sana mente), nel 1264, redasse due testamenti, uno a gennaio ed uno a febbraio, in cui ricorda di voler essere sepolta nella chiesa di San Giovanni di Malta, Aix-en-Provence, che col marito aveva contribuito a costruire, lascia tutti i suoi beni alle figlie, Margherita ed Eleonora, più vari lasciti ai vari parenti e alla terza figlia ancora in vita, Beatrice; il testamento redatto il 22 febbraio ad Ambiani, in cui rammenta anche di una proprietà lasciata all'ordine dei Cavalieri Ospitalieri, è riportato come documento nº 639 del Peter der Zweite Graf von Savoyen, Markgraf in Italien, sein Haus und seine Lande, dello storico, Ludwig Wurstenberge.
Beatrice fece testamento il 14 gennaio 1264.
Beatrice viene ancora citata (sorori suæ comitissæ Provinciæ) nel testamento di suo fratello, Bonifacio, Arcivescovo di Canterbury, dell'11 ottobre 1264.
Morì nel 1266, secondo le Chartes du diocèse de Maurienne, Documents publiés par l'académie royale de Savoie, Vol. II, Beatrice di Savoia (vidua dna comitssa Provincie) morì il 4 gennaio (Januarius II Non), e, contrariamente alle sue volontà testamentarie fu tumulata nell'abbazia di Altacomba.

## Figli
Beatrice a Raimondo Berengario diede un solo figlio maschio e quattro figlie femmine, le quali tutte e quattro divennero regine, come ricorda anche Dante nella Divina Commedia:
- Margherita[11] (1221-1295), regina di Francia (1234-1270), per il matrimonio, nel 1234, con San Luigi IX (1214-1270), re di Francia (1226-1270);
- Eleonora[1] (1223-1291), regina d'Inghilterra (1236-1272), per il matrimonio, nel (1236), con Enrico III (1207-1272), re d'Inghilterra (1216-1272);
- Sancha[27] (1228-1261), contessa di Cornovaglia (1243-1261), per il matrimonio, nel (1243), con Riccardo (1209-1272), conte di Cornovaglia (1227-1272), in seguito venne eletto re dei Romani (1257-1272);
- Raimondo, che morì giovane;
- Beatrice[14] (1234-1267), contessa di Provenza e contessa di Forcalquier (1245-1267), sposò nel 1246 Carlo I d'Angiò (1227-1285), conte d'Angiò e del Maine (1246-1285), re di Sicilia (incluso Napoli) (1266-1282) poi re di Napoli (1282-1285) – conte di Provenza e di Forcalquier (1246-1267) per matrimonio, ma che continuera a portare i titoli sino alla morte.

## Parentele incrociate
Due delle figlie di Beatrice di Savoia e Raimondo Berengario IV, Margherita e Beatrice sposando i fratelli Luigi IX di Francia e Carlo d'Angiò, divennero cognate, e viceversa per Luigi e Carlo. La stessa cosa per le altre due sorelle, Eleonora e Sancha, che sposarono rispettivamente i fratelli Enrico III d'Inghilterra e Riccardo di Cornovaglia.
È inoltre una delle antenate matrilineari più antiche conosciute di Maria Stuart regina di Scozia, così come della madre Maria di Guisa, e naturalmente di Giacomo I.

## Ascendenza
|                        |                     |                          | Genitori                         |  |  | Nonni |  |  | Bisnonni             |  |  | Trisnonni            |  |
|                        |                     |                          |                                  |  |  |       |  |  | Amedeo III di Savoia |  |  | Umberto II di Savoia |  |
|                        |                     |                          |                                  |  |  |       |  |  | Amedeo III di Savoia |  |  | Umberto II di Savoia |  |
|                        |                     | Giselda di Borgogna      |                                  |  |  |       |  |  | Amedeo III di Savoia |  |  |                      |  |
| Umberto III di Savoia  |                     |                          |                                  |  |  |       |  |  | Amedeo III di Savoia |  |  |                      |  |
|                        |                     | Mahaut d'Albon           | Ghigo III d'Albon                |  |  |       |  |  |                      |  |  |                      |  |
|                        |                     | Mahaut d'Albon           | Ghigo III d'Albon                |  |  |       |  |  |                      |  |  |                      |  |
|                        |                     | Mahaut d'Albon           | Matilde d'Inghilterra            |  |  |       |  |  |                      |  |  |                      |  |
| Tommaso I di Savoia    |                     | Mahaut d'Albon           |                                  |  |  |       |  |  |                      |  |  |                      |  |
|                        |                     | Gerardo I di Mâcon       | Guglielmo IV di Borgogna         |  |  |       |  |  |                      |  |  |                      |  |
|                        |                     | Gerardo I di Mâcon       | Guglielmo IV di Borgogna         |  |  |       |  |  |                      |  |  |                      |  |
|                        |                     | Gerardo I di Mâcon       | Poncette de Traves               |  |  |       |  |  |                      |  |  |                      |  |
| Beatrice di Mâcon      |                     | Gerardo I di Mâcon       |                                  |  |  |       |  |  |                      |  |  |                      |  |
|                        |                     | Maurette di Salins       | Gaucher IV de Salins             |  |  |       |  |  |                      |  |  |                      |  |
|                        |                     | Maurette di Salins       | Gaucher IV de Salins             |  |  |       |  |  |                      |  |  |                      |  |
|                        |                     | Maurette di Salins       | …                                |  |  |       |  |  |                      |  |  |                      |  |
| Beatrice di Savoia     |                     | Maurette di Salins       |                                  |  |  |       |  |  |                      |  |  |                      |  |
|                        | Amedeo I di Ginevra | Aimone I di Ginevra      |                                  |  |  |       |  |  |                      |  |  |                      |  |
|                        | Amedeo I di Ginevra | Aimone I di Ginevra      |                                  |  |  |       |  |  |                      |  |  |                      |  |
|                        | Amedeo I di Ginevra | Ita di Faucigny ou Glâne |                                  |  |  |       |  |  |                      |  |  |                      |  |
| Guglielmo I di Ginevra | Amedeo I di Ginevra |                          |                                  |  |  |       |  |  |                      |  |  |                      |  |
|                        |                     | Matilde di Cuiseaux      | Ugo I di Cuiseaux e di Clairvaux |  |  |       |  |  |                      |  |  |                      |  |
|                        |                     | Matilde di Cuiseaux      | Ugo I di Cuiseaux e di Clairvaux |  |  |       |  |  |                      |  |  |                      |  |
|                        |                     | Matilde di Cuiseaux      | Adelina                          |  |  |       |  |  |                      |  |  |                      |  |
| Margherita di Ginevra  |                     | Matilde di Cuiseaux      |                                  |  |  |       |  |  |                      |  |  |                      |  |
|                        |                     | Aimone I di Faucigny     | Rodolfo I di Faucigny            |  |  |       |  |  |                      |  |  |                      |  |
|                        |                     | Aimone I di Faucigny     | Rodolfo I di Faucigny            |  |  |       |  |  |                      |  |  |                      |  |
|                        |                     | Aimone I di Faucigny     | ?                                |  |  |       |  |  |                      |  |  |                      |  |
| Beatrice di Faucigny   |                     | Aimone I di Faucigny     |                                  |  |  |       |  |  |                      |  |  |                      |  |
|                        |                     | Clémence di Briançon     | …                                |  |  |       |  |  |                      |  |  |                      |  |
|                        |                     | Clémence di Briançon     | …                                |  |  |       |  |  |                      |  |  |                      |  |
|                        |                     | Clémence di Briançon     | …                                |  |  |       |  |  |                      |  |  |                      |  |
|                        |                     | Clémence di Briançon     |                                  |  |  |       |  |  |                      |  |  |                      |  |

### Fonti primarie
- (LA)  Monumenta Germaniae Historica, Scriptores, Tomus XXIII.
- (LA)  Rerum Gallicarum et Francicarum Scriptores, tomus XIX.
- (LA)  Monumenta Germaniae Historica, Scriptores, Tomus XXIV.
- (LA)  Peter der Zweite Graf von Savoyen, Markgraf in Italien, sein Haus und seine Lande.
- (LA)  Obituaire du Chapitre de Saint-Mary de Forcalquier.
- (LA)  Matthæi Parisiensis, Monachi Sancti Albani, Chronica Majorar, vol. IV.
- (LA)  Matthæi Parisiensis, Monachi Sancti Albani, Chronica Majorar, vol. III.
- (LA)  Chartes du diocèse de Maurienne, vol. II.
- (LA) Layettes du Trésor des Chartes, vol. II', su gallica.bnf.fr.

### Letteratura storiografica
- Trobadours, 184. Comte de Provence. Lo coms de Proensa, su troubadours.byu.edu. URL consultato il 26 marzo 2013 (archiviato dall'url originale il 20 ottobre 2013).
- Austin Lane Poole, L'interregno in Germania, in «Storia del mondo medievale», vol. V, 1999, pp. 128–152
- Charles Petit-Dutaillis, Luigi IX il Santo, in «Storia del mondo medievale», vol. V, 1999, pp. 829–864
- E.F. Jacob, Inghilterra: Enrico III, in «Storia del mondo medievale», vol. VII, 1999, pp. 198–234
- Paul Fournier, Il regno di Borgogna o d'Arles dall'XI al XV secolo, in «Storia del mondo medievale», vol. VII, 1999, pp. 383–410
- (FR)  Histoire générale des Alpes Maritimes ou Cottiènes par Marcellin Fornier, Continuation, Tome I.